# Людвиг I (герцог Баварии)
Людвиг I Кельгеймский (нем. Ludwig I. der Kelheimer; 23 декабря 1173, Кельхайм — 15 сентября 1231, Кельхайм) — герцог Баварии с 1183 года из династии Виттельсбахов, младший сын герцога Оттона I и Агнес ван Лооз.

## Биография
Людвиг родился 23 декабря 1173 года в Кельхайме. А 11 июля 1183 года умер его отец, герцог Баварии Оттон I. Поскольку старшие братья Людвига к тому моменту уже умерли, то Баварию унаследовал Людвиг, которому тогда ещё не исполнилось 10 лет. Регентами при малолетнем герцоге стали трое младших братьев отца — архиепископ Майнца Конрад, пфальцграф Баварии Оттон VI (VII) (умершего в 1189 году) и Фридрих II, пфальцграф Вёрта и граф Ленгенфельда, а также мать, Агнес ван Лооз (умершая в 1191 году).
Положение Людвига в Баварии, в которой было много сторонников Генриха Льва, лишённого герцогства в 1180 году, первое время было не очень прочным. В 1192 году произошло восстание баварской знати, однако благодаря поддержке императора Генриха VI Людвиг сохранил свои владения. 24 мая 1192 года в Вормсе Людвиг был признан Генрихом VI совершеннолетним и вступил в самостоятельное управление герцогством.
До смерти Генриха VI Людвиг оставался его преданным сторонником. В 1194 году он сопровождал императора в итальянском походе для завоевания Сицилийского королевства. А после неожиданной смерти Генриха VI Людвиг остался сторонником Гогенштауфенов, став одним из лидеров партии, которая обеспечила избрание королём Филиппа Швабского, брата Генриха VI. В дальнейшем Людвиг неизменно держал сторону Филиппа в борьбе того против Оттона Брауншвейгского. В это время ему удалось расширить свои владения, а также найти союзников благодаря бракам двух сестёр.
В 1204 году Людвиг женился на Людмиле Чешской, вдове одного из своих противников, баварского графа Адальберта IV фон Боген. Благодаря этому браку Людвиг получил опеку над несовершеннолетними сыновьями Людмилы — Бертольдом III и Адальбертом V, укрепил его связи с королём Чехии Пржемыслом Отакаром I, дядей Людмилы, а также усилил позиции Виттельсбахов в регионе в противовес австрийским Бабенбергам. Кроме того, после смерти в том же году бездетного маркграфа Вохбурга Бертольда II Людвиг усилил свои позиции в восточной Баварии.
21 июня 1208 года в Бамберге пфальцграф Баварии Оттон VIII, двоюродный брат Людвига, заколол короля Филиппа Швабского. Причиной этому послужило то, что Филипп обещал Оттону руку своей дочери, но обещания не сдержал. Для того, чтобы избежать анархии, партия Гогенштауфенов 15 ноября 1208 год на рейхстаге в Франкфурте признала королём Германии Оттона Брауншвейгского. В числе поддержавших избрание Оттона был и Людвиг. В благодарность за поддержку Оттон Брауншвейгский признал за Людвигом все его приобретения, а также передал владения объявленных вне закона пфальцграфа Оттона и маркграфа Истрии Генриха, помогавшего Оттону в организации убийства Филиппа.
Но уже к весне 1211 года образовалась коалиция недовольных императором Оттоном имперских князей. Во главе этой партии стояли король Чехии Пржемысл Отакар I, архиепископ Майнца Зигфрид и ландграф Тюрингии Герман I. Они открыто восстали против императора Оттона, опираясь на авторитет папы и короля Франции Филиппа II Августа. Несмотря на то, что армия пфальцграфа Генриха, брата императора, опустошила владения архиепископа Зигфрида, коалиция росла. Летом к ним присоединились герцог Австрии Леопольд VI и герцог Баварии Людвиг I. В сентябре они собрались в Нюрнберге, где состоялись предварительные выборы нового короля Германии. Выбор пал на короля Сицилии Фридриха II Гогенштауфена, сына покойного императора Генриха VI, который был избран королём Германии и будущим императором.
В декабре 1212 года на съезде имперских князей во Франкфурте Фридрих II был избран королём Германии, после чего в Майнце был коронован. Его противник, Оттон Брауншвейгский, был разбит французским королём Филиппом II Августом при Бувине (27 июля 1214 года), после чего был вынужден окончательно уступить Фридриху правление и удалиться в свои наследственные земли.
25 апреля 1214 года умер курфюрст Пфальца Генрих VI. Его наследницами были две малолетние сестры, но Фридрих II отдал Пфальц Людвигу (который после этого добавил на свой герб льва) и его сыну Оттону II, который в 1222 году женился на Агнесе, младшей из сестёр Генриха VI. Позже Фридрих II выкупил у маркграфа Германа V Баденского, женившегося на старшей из сестёр Генриха VI, права на её часть наследства. В 1227 году Оттон II был объявлен совершеннолетним и был посвящён в рыцари, после чего получил Пфальц.
В 1221 году Людвиг возглавил германскую армию, которая отправилась в Пятый крестовый поход в Египет. Однако поход оказался неудачен, а Людвиг в августе попал в плен к султану аль-Камилю, из которого был позже выкуплен.
В 1225 году был убит архиепископ Кёльна Энгельберт I, регент Германии при малолетнем короле Генрихе, в то время как император Фридрих II находился в Сицилии. Все духовные князья отказались от поста регента, и только в июле на рейхстаге в Аугсбурге после долгих колебаний Людвиг решился принять этот пост.
В 1227 году умер бывший пфальцграф Генрих V, признавший ещё в 1223 году своим наследником племянника, Оттона Дитя. В момент смерти дяди Оттон Дитя находился в плену, и король Генрих с Людвигом попытались воспользоваться этим, чтобы захватить принадлежащий Оттону Брауншвейг. Однако попытка успехом не увенчалась, поскольку жители города закрыли ворота и были готовы к защите, и Генрих с Людвигом, опасаясь приближении датской армии, отступили.
В 1228 году король Генрих поссорился с Людвигом, после чего тот был вынужден оставить свой пост. А в сентябре 1229 году Генрих напал на Людвига, разбив его.
Во время своего правления Людвиг смог утвердиться в Баварии как наследственный правитель и укрепить центральную власть. Ему удалось одержать верх с могущественными епископами Фрайзинга, Регенсбурга, Зальцбурга, Пассау и Аугсбурга. Также Людвиг основал ряд городов: Ландсхут (1204 год), позже ставший резиденцией баварских герцогов, Штраубинг (1218 год), Ландау-на-Изаре (1224 год).
15 сентября 1231 года Людвиг был убит неизвестными на Кельгеймском мосту, из-за чего в историографии получил прозвище «Кельгеймский». В убийстве обвиняли Гогенштауфенов. Наследовал Людвигу его сын Оттон II.

## Брак и дети
Жена: с конца октября 1204 (Кельхайм) Людмила Чешская (ок. 1170 — 5 августа 1240), дочь князя Чехии Фридриха и венгерской принцессы Эржебеты, вдова графа Адальберта IV фон Боген. Дети:
- Оттон II Светлейший (7 апреля 1206 — 29 ноября 1253), пфальцграф Рейнский с 1227, герцог Баварии с 1231